# Красна Гурка
Красна Гуорка (словац. Krásna Hôrka) — замок поблизу села Красногорске Подградіє біля Рожнява. 

## Історія
Виник в XIII столітті на місці старої Ґемерської фортеці, де король Бела IV сховався від монголо-татар. Він розташований на однойменній горі, підносячись над селом Красногорске Подградіє поблизу міста Рожнява. Перша письмова згадка про замок датується 1333 роком. У 1546 р. замок був посилений новими укріпленнями. За договором в Тріаноні, укладеним 4 червня 1920 р., замок і частина територій, що оточують його, включалися до складу Словаччини. У різний час замок належав трьом знатним угорським прізвищам: Бебек, Маріаш і Андраші. До 1945 р. належав угорській аристократичній сім'ї Андраші.
10 березня 2012 року в замку сталася сильна пожежа, імовірно через спалювання сухої трави. Згорів дах замку, постраждала музейна експозиція.  За відомостями поліції, причиною пожежі стало паління двох підлітків біля стін замку. Співробітникам музею вдалося врятувати до 90% експонатів. 

## Галерея

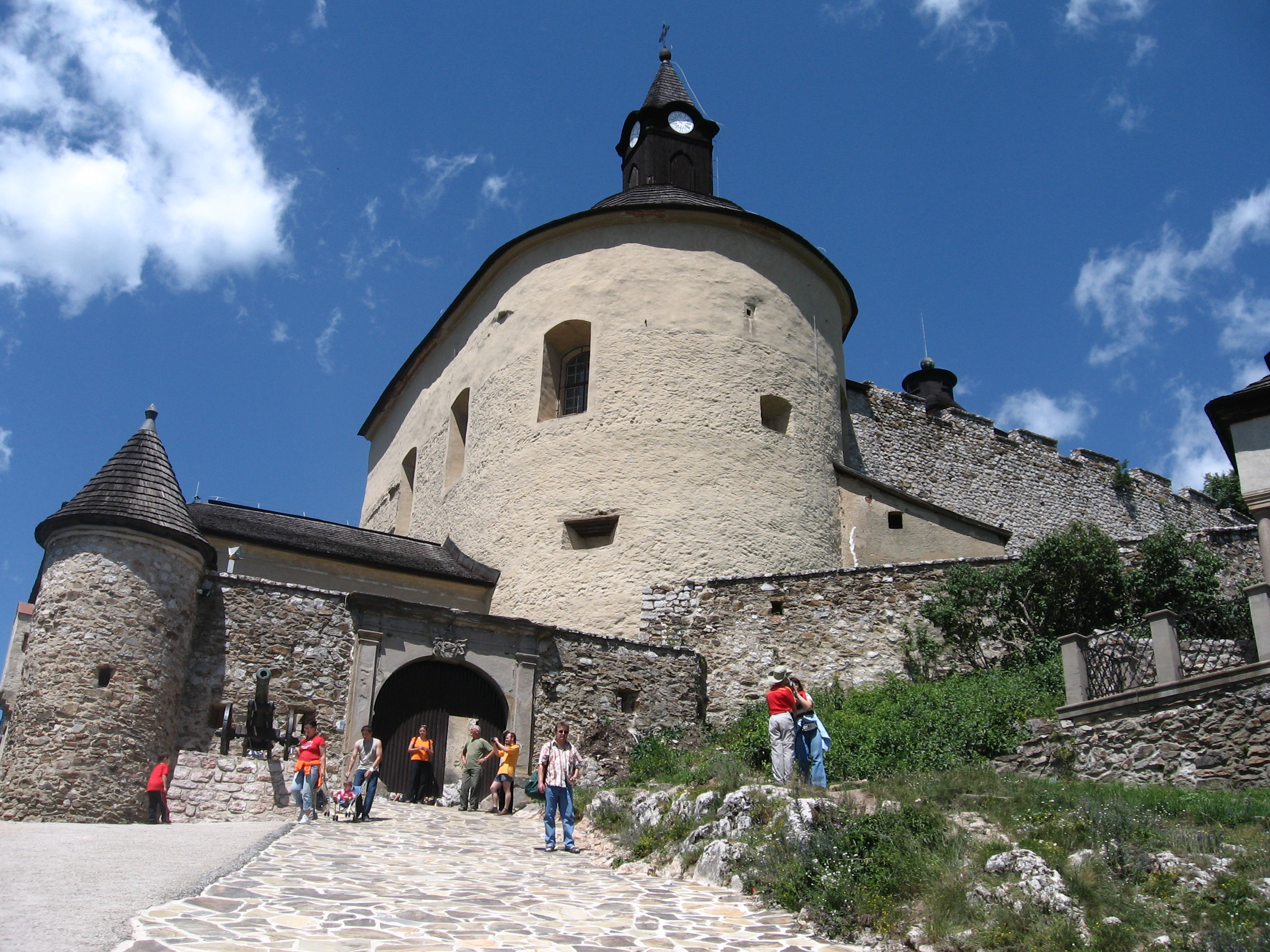
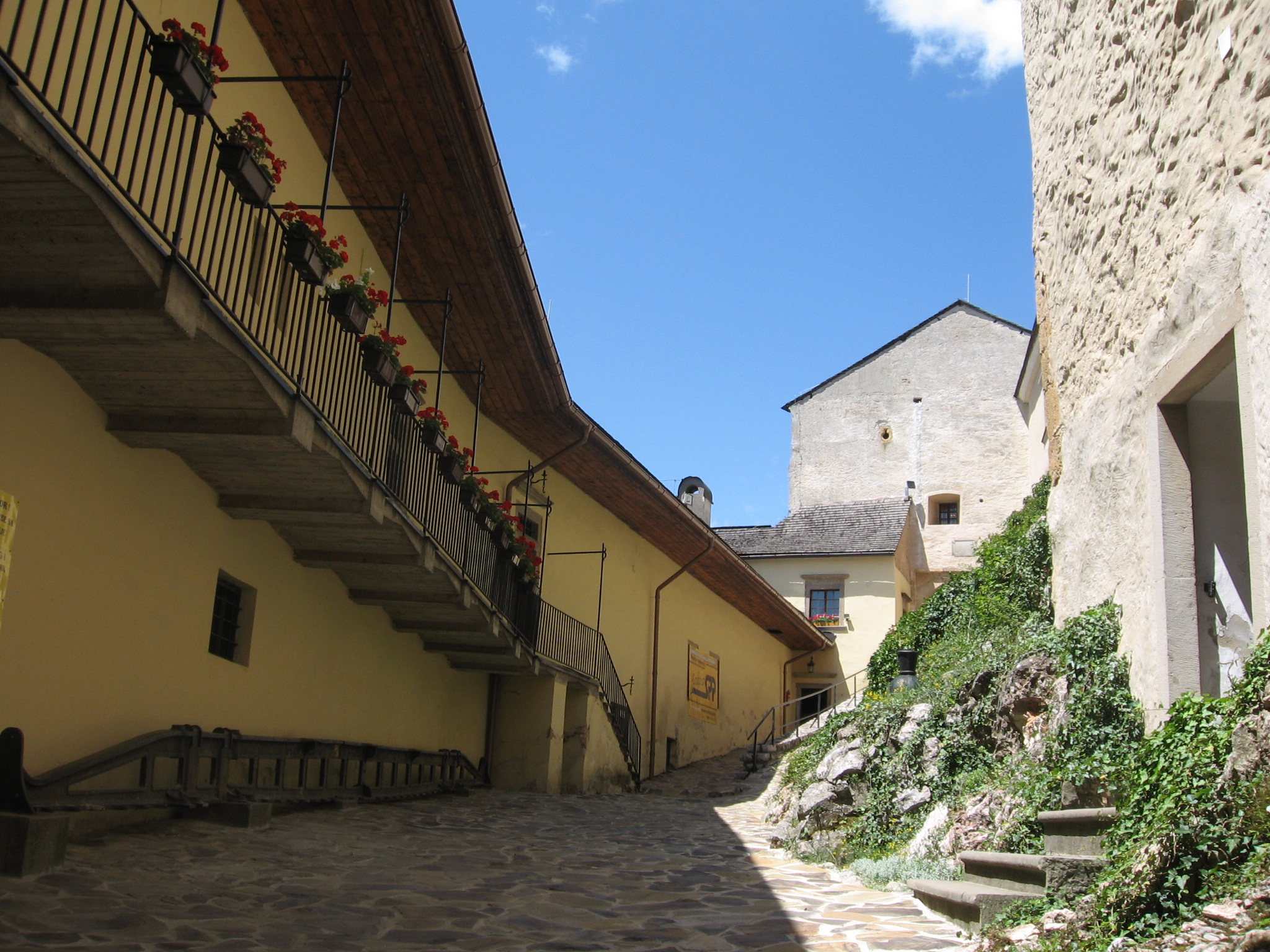
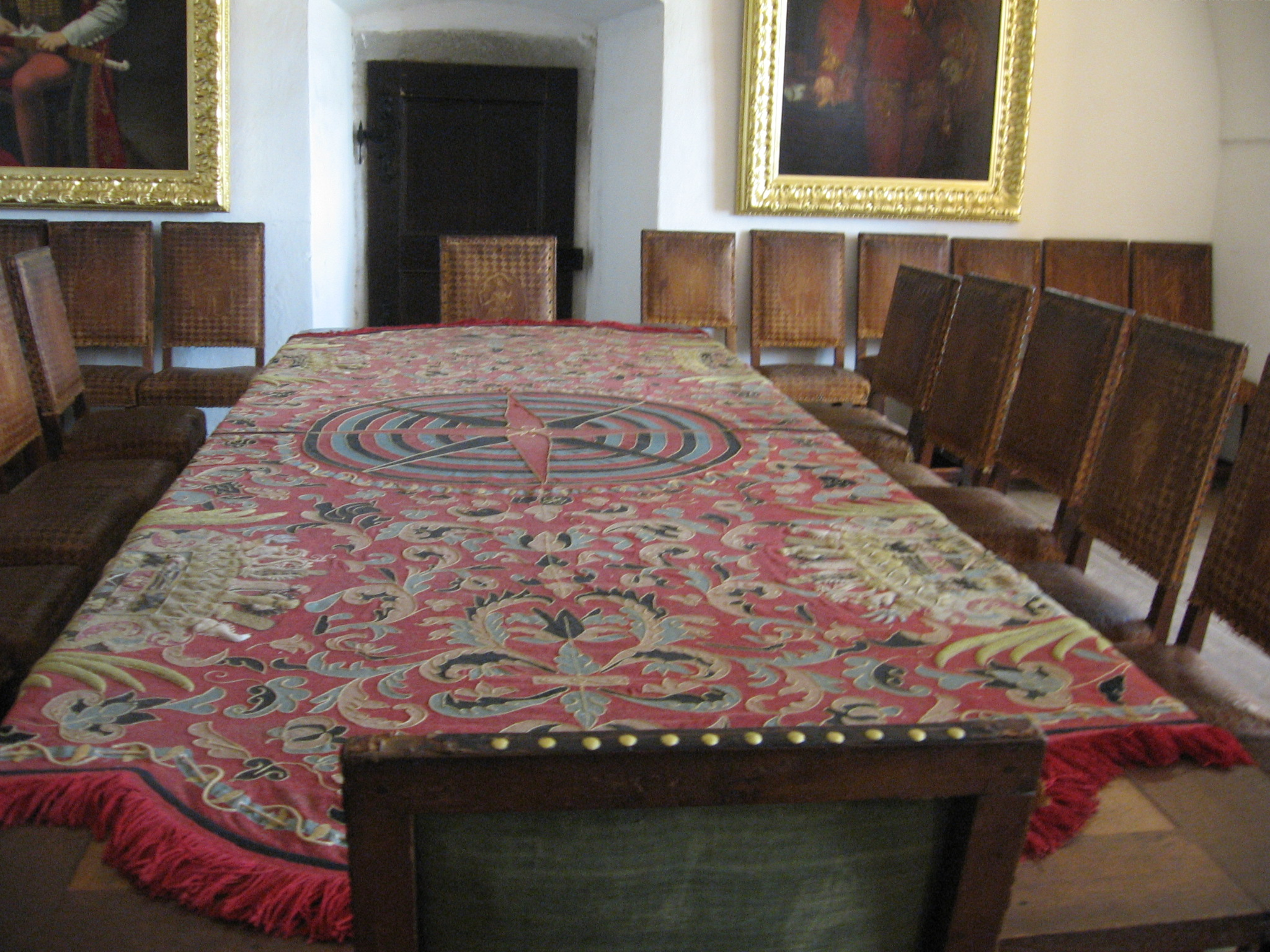
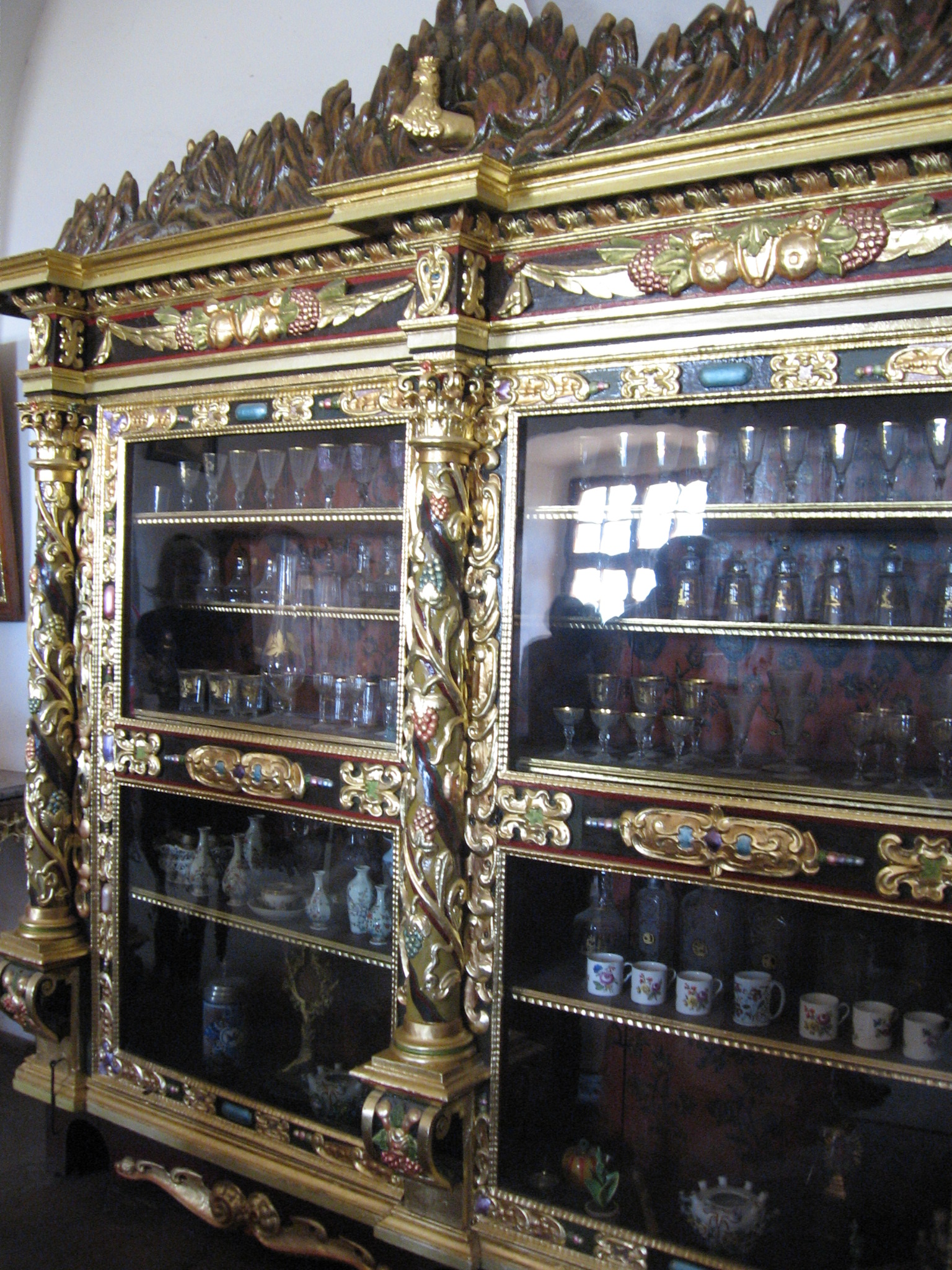